# Headfirst Productions
Headfirst Productions foi uma desenvolvedora independente de jogos eletrônicos fundada por Mike e Simon Woodroffe em 1998.

## Jogos desenvolvidos
| Ano  | Título                                     | Plataforma(s) | Publicadora(s)                | Ref.              |
| ---- | ------------------------------------------ | ------------- | ----------------------------- | ----------------- |
| 2002 | Simon the Sorcerer 3D                      | Windows       | Adventure Soft                | [ 2 ]             |
| 2005 | Call of Cthulhu: Dark Corners of the Earth | Windows, Xbox | 2K Bethesda Softworks Ubisoft | [ 3 ] [ 4 ] [ 5 ] |

### Jogos cancelados
- Battle of the Planets[6][7]
- Deadlands[8]
- Call of Cthulhu: Destiny's End[a][10][11]
- Call of Cthulhu: Beyond the Mountains of Madness[12][11]

## Falência
Após ter publicado Call of Cthulhu: Dark Corners of the Earth, a Headfirst enfrentou problemas financeiros com a publicadora Bethesda Softworks. Pouco tempo depois, cerca de metade da empresa saiu, mas a equipe do segundo projeto (Call of Cthulhu: Destiny’s End), juntamente com algumas pessoas da equipe de produção de Call of Cthulhu: Dark Corners of the Earth, permaneceu a bordo, tentando continuar trabalhando no projeto e adaptando-o para os consoles de próxima geração, enquanto os diretores buscavam um acordo de publicação para o jogo. A maioria dos funcionários migrou para outras empresas de jogos na região das Midlands Ocidentais, incluindo Codemasters, Eurocom e Sega Racing Studio. Em fevereiro de 2006, a Headfirst Productions entrou em administração na tentativa de pagar as dívidas pendentes devido aos custos de produção associados aos muitos anos de desenvolvimento de Cthulhu, bem como outros projetos não assinados. Os ativos foram liquidados, funcionários foram demitidos e a empresa foi dissolvida menos de um mês depois.